# Vladimir Borisovič Golicyn
Vladimir Borisovič Golicyn, in russo Владимир Борисович Голицын? (21 giugno 1731 – Mosca, 25 dicembre 1798), è stato un ufficiale russo.

## Biografia
Era il figlio di Boris Vasil'evič Golicyn (1705-1769), e di sua moglie, Ekaterina Ivanovna Strešneva.

## Matrimonio
Nel 1766 sposò la contessa Natal'ja Petrovna Černyšëva (1744-1837), damigella d'onore di Caterina II, donna energica, con un forte carattere maschile. Ebbero cinque figli:
- Pëtr Vladimirovič (1767-1778);
- Boris Vladimirovič (1769-1813);
- Ekaterina Vladimirovna (1770-1854), sposò Stepan Stepanovič Apraksin, ebbero cinque figli;
- Dmitrij Vladimirovič (1771-1844), sposò Tat'jana Vasil'evna Vasil'čikova, ebbero cinque figli;
- Sofia Vladimirovna (1775-1845), sposò Pavel Aleksandrovič Stroganov, ebbero cinque figli.

## Morte
Morì il 25 dicembre 1798 e fu sepolto nel Monastero Donskoj.